# NGC 797
NGC 797 ist eine Balken-Spiralgalaxie vom Hubble-Typ SABa im Sternbild Andromeda am Nordsternhimmel. Sie ist schätzungsweise 259 Millionen Lichtjahre von der Milchstraße entfernt und hat einen Durchmesser von etwa 120.000 Lichtjahren. Gemeinsam mit NGC 801 bildet sie ein gravitativ gebundenes Galaxienpaar.
Im selben Himmelsareal befinden sich u. a. die Galaxien IC 179.
Das Objekt wurde am 21. September 1786 von dem deutsch-britischen Astronomen Friedrich Wilhelm Herschel entdeckt.